# 大阪税関
大阪税関（おおさかぜいかん、Osaka Customs）は、日本の税関。大阪府大阪市港区に主たる事務所を置く。

## 歴史
- 1867年9月（慶応3年8月） 富島1丁目（現・大阪市西区川口2丁目）に川口運上所を開設。
- 1868年9月（慶応4年7月） 大阪港の開港と同時に大坂運上所に改称。
- 1873年（明治6年）1月 大阪税関に改称。
- 1920年（大正9年）5月 大阪市西区三条通4丁目（現・港区築港4丁目）に本関庁舎を新築移転。
  - 旧地に富島出張所を設置。
- 1937年（昭和12年）10月 岐阜県・愛知県・三重県の管轄を名古屋税関に移譲。
- 1952年（昭和27年）11月 大阪港修築10ヶ年計画（港区域の盛土工事）に伴って本関庁舎を建て替え。
- 1969年（昭和44年）10月 本関庁舎を大阪港湾合同庁舎に建て替え（本関は合同庁舎内に入居）。
- 2008年（平成20年）6月 富島出張所廃止。

## 歴代大阪税関長
| 氏名      | 出身校           | 在任期間   | 前職                             | 後職 |
| --------- | ---------------- | ---------- | -------------------------------- | ---- |
| 中山 峰孝 | 東京大学経済学部 | 2019年7月‐ | 独立行政法人住宅金融支援機構監事 |      |
| 小林 一久 | 東京大学経済学部 | 2020年7月‐ | 福岡財務支局長                   |      |

## 管内支署・出張所
- 大阪税関本関
  - 南港出張所
  - 大阪外郵出張所
  - 国際博覧会出張所（期間限定開設）
- 伏木税関支署
  - 富山出張所
  - 富山空港出張所
- 金沢税関支署
  - 七尾出張所
  - 小松空港出張所
- 敦賀税関支署
  - 福井出張所
- 京都税関支署
  - 滋賀出張所
- 舞鶴税関支署
  - 宮津出張所
- 堺税関支署
  - 岸和田出張所
- 関西空港税関支署
- 和歌山税関支署
  - 下津出張所
  - 新宮出張所

## トラブル・不祥事など
- 2011年5月に同税関関西空港税関支所が、覚醒剤約1.2kgを密輸入したとされたウガンダ国籍の男性2人から覚醒剤を押収したが、この際に職員らが、エックス線検査への同意書への署名を求めるに当たり、「早く書け、おら」などと、厳しい口調で執拗に署名を迫った。この事案の公判を担当する大阪地裁は2013年2月6日に、押収に当たって税関職員が取った手段について「威圧的な手段であり違法である」として、押収した覚醒剤を証拠として採用しないことを決めた[1]。この事件に関しては、税関職員が上司に対し、暴言を隠して報告書を提出していたことも判明している[2]。
- 2017年1月17日21時頃に、関西国際空港第2ターミナルで2、同空港発香港行ピーチ・アビエーション機の最終便の離陸直前に、搭乗した家族の女性が、乗客に書類を渡すよう、同税関関空税関支所の職員に依頼。その際、職員は保安検査を受けさせることなく、女性を出国審査場まで通過させていたことが明らかになった。この影響で、同所は乗客全員の出国審査をやり直したため、この影響で同機の離陸は約2時間遅れることになった[3]。
- 2019年8月、関西空港税関支署に所属する20代の係員が出国審査場で勤務中に落し物として預かった現金やオーストラリアドル、合わせて約10万円相当が入った財布を横領した疑いで書類送検。落とし主の申告で調べたところ拾得物の台帳に記載がなく、聞き取りの結果、係員が横領を認めた。懲戒免職処分。